# Complexidade de Rademacher
Na teoria da aprendizagem computacional (aprendizado de máquina e teoria da computação), Complexidade de Rademacher, em homenagem a Hans Rademacher, mede a riqueza de uma classe com funções de valores reais, com respeito a uma distribuição de probabilidade.
Dada uma amostra de treinamento {\displaystyle S=(z_{1},z_{2},\dots ,z_{m})\in Z^{m}}, e uma classe {\displaystyle {\mathcal {H}}} de valores reais das funções definidas em um espaço de domínio {\displaystyle Z}, a complexidade empírica de Rademacher  de {\displaystyle {\mathcal {H}}} é definida como:
{\displaystyle {\widehat {\mathcal {R}}}_{S}({\mathcal {H}})={\frac {2}{m}}\mathbb {E} \left[\sup _{h\in {\mathcal {H}}}\left|\sum _{i=1}^{m}\sigma _{i}h(z_{i})\right|\ {\bigg |}\ S\right]}
onde {\displaystyle \sigma _{1},\sigma _{2},\dots ,\sigma _{m}} são variáveis aleatórias independentes extraídas a partir da distribuição de Rademacher i.e.
{\displaystyle \Pr(\sigma _{i}=+1)=\Pr(\sigma _{i}=-1)=1/2} para {\displaystyle i=1,2,\dots ,m}.
Seja {\displaystyle P} uma distribuição de probabilidade sobre {\displaystyle Z}. 
A complexidade de Rademacher da classe de funções {\displaystyle {\mathcal {H}}} com respeito a {\displaystyle P} para o tamanho da amostra {\displaystyle m} é:
{\displaystyle {\mathcal {R}}_{m}({\mathcal {H}})=\mathbb {E} \left[{\widehat {\mathcal {R}}}_{S}({\mathcal {H}})\right]}
onde a expectância acima é tomada de mais de uma amostra idêntica e independentemente distribuída (i.i.d.) {\displaystyle S=(z_{1},z_{2},\dots ,z_{m})} gerada de acordo com {\displaystyle P}.
Pode-se mostrar, por exemplo, que existe uma constante {\displaystyle C}, tal que qualquer classe de funções {\displaystyle \{0,1\}}-indicadoras com a dimensão de Vapnik-Chervonenkis {\displaystyle d} tem a complexidade de Radamacher superiormente delimitada por {\displaystyle C{\sqrt {\frac {d}{m}}}}.

## Complexidade Gaussiana
Complexidade Gaussiana é uma complexidade semelhante com significados físicos parecidos, e pode ser obtido a partir da complexidade anterior utilizando as variáveis aleatórias {\displaystyle g_{i}} em vez de {\displaystyle \sigma _{i}}, onde {\displaystyle g_{i}} são  variáveis aleatórias Gaussianas i.i.d. com média zero e variância 1, i.e. {\displaystyle g_{i}\sim {\mathcal {N}}\left(0,1\right)}.